# چیساگو سیتی (مینه‌سوتا)
چیساگو سیتی، مینه‌سوتا (به انگلیسی: Chisago City, Minnesota) یک شهر در ایالات متحده آمریکا است که در مینه‌سوتا واقع شده‌است.

## خصوصیات
چیساگو سیتی ۳۸٫۸۲ کیلومترمربع مساحت و ۴٬۹۶۷ نفر جمعیت دارد و ۲۸۲ متر بالاتر از سطح دریا واقع شده‌است.